# Junction City (Washington)
Junction City war ein Census-designated place im Grays Harbor County im Bundesstaat Washington (Vereinigte Staaten). Beim United States Census 2010 wurden noch 18 Einwohner gezählt.

## Geographie
Nach den Angaben des United States Census Bureaus hat dieser CDP eine Fläche von 4,5 km², die vollständig auf Land entfallen.

## Demographie
Zum Zeitpunkt des United States Census 2000 bewohnten 80 Personen den Ort. Die Bevölkerungsdichte betrug 17,8 Personen pro km². Es gab 38 Wohneinheiten, durchschnittlich 8,4 pro km². Die Bevölkerung von Grayland bestand zu 95 % aus Weißen, 1,25 % gaben an, anderen Rassen anzugehören und 3,75 % nannten zwei oder mehr Rassen. 1,25 % der Bevölkerung erklärten, Hispanos oder Latinos jeglicher Rasse zu sein.
Die Bewohner von Junction City verteilen sich auf 36 Haushalte, von denen in 16,7 % Kinder unter 18 Jahren lebten. 47,2 % der Haushalte stellten Verheiratete, 8,3 % hatten einen weiblichen Haushaltsvorstand ohne Ehemann und 36,1 % bildeten keine Familien. 33,3 % der Haushalte bestanden aus Einzelpersonen und in 11,1 % aller Haushalte lebte jemand im Alter von 65 Jahren oder mehr alleine. Die durchschnittliche Haushaltsgröße betrug 2,22 und die durchschnittliche Familiengröße 2,7 Personen.
Die Bevölkerung verteilte sich auf 16,3 % Minderjährige, 1,3 % 18–24-Jährige, 32,5 % 25–44-Jährige, 31,3 % 45–64-Jährige und 18,8 % im Alter von 65 Jahren oder mehr. Das Durchschnittsalter betrug 45 Jahre. Auf jeweils 100 Frauen entfielen 142,4 Männer. Bei den über 18-Jährigen entfielen auf 100 Frauen 148,1 Männer.
Das mittlere Haushaltseinkommen in Junction City betrug 32.292 US-Dollar und das mittlere Familieneinkommen erreichte die Höhe von 37.813 US-Dollar. Das Durchschnittseinkommen der Männer betrug 29.688 US-Dollar, gegenüber 21.250 US-Dollar bei den Frauen. Das Pro-Kopf-Einkommen in diesem CDP war 16.895 US-Dollar. 22,1 % der Bevölkerung und 0 % der Familien hatten ein Einkommen unterhalb der Armutsgrenze, davon waren weder Minderjährige noch Angehörige der Altersgruppe 65 Jahre und mehr betroffen.